# 버저 비터
버저 비터(영어: buzzer beater)는 농구에서 경기 종료를 알리는 경보기 즉 버저 소리가 울리는 동시에 선수가 날린 슛을 일컫는 농구 용어이다.
엄밀히 말하면 골 성공 유무와 관계없이 버저 소리와 함께 날린 슛은 모두 버저 비터이지만 골로 인정된 슛만 버저 비터라고 말하는 경우가 많다. 국제농구연맹(FIBA)과 미프로농구(NBA) 규정은 버저 비터의 성공여부는 심판이 판정하며 경기감독관과 계시요원이 자문할 수 있고 의견이 불일치할 경우 최종 선언은 주심이 맡도록 하고 있다.

## 같이 보기
- 라스트 미니트 골